# Márton Gyöngyösi
Márton Gyöngyösi (* 8. června 1977, Kecskemét) je maďarský ekonom, politolog a politik, člen a mezi lety 2022 a 2024 i předseda Hnutí za lepší Maďarsko (Jobbik), v letech 2010 až 2019 poslanec Zemského sněmu, od roku 2019 nezařazený poslanec Evropského parlamentu v 9. volebním období (2019 – 2024).

## Biografie

### Dětství a studia
Narodil se v Kecskemétu, ale jelikož Gyöngyösiho rodiče pracovali v zahraničním obchodu, vyrůstal část dětství v Egyptě. Základní školu začal v Maďarsku, dva roky žil v Bagdádu a po roce v Kábulu ho rodiče v roce 1988 poslali do internátní školy v Indii. Roku 2006 odmaturoval na Tamási Áron Gimnázium v Budapešti. V roce 2000 získal diplom v oboru ekonomie a politologie na Trinity College v irském Dublinu.

### Politická kariéra
Na podzim roku 2006 se připojil Hnutí za lepší Maďarsko. V létě 2022 byl zvolen předsedou hnutí.
- Parlamentní volby v Maďarsku 2010 – poprvé zvolen poslancem Zemského sněmu ve volebním obvodu Bács-Kiskun za Jobbik.
- Parlamentní volby v Maďarsku 2014 – podruhé zvolen poslancem Zemského sněmu, kandidoval na 7. místě celostátní kadidátní listiny Jobbik.
- Parlamentní volby v Maďarsku 2018 – potřetí zvolen poslancem Zemského sněmu, kandidoval na 11. místě celostátní  kadidátní listiny Jobbik.
- Volby do Evropského parlamentu v Maďarsku 2019 – zvolen poslancem EP, kandidoval na 1. místě kadidátní listiny Jobbik.

## Soukromý život
Od roku 2007 je ženatý, jeho manželkou je ekonomka Ágnes Gyöngyösiné Cserhalmi. Mají spolu jednoho syna.
Hovoří anglicky, maďarsky a německy.